# 강남도서관
강남도서관(江南圖書館)은 서울특별시 강남구 삼성2동에 위치한 평생학습관이다. 서울특별시 강남교육청과 같은 건물을 쓰고 있다.
휴관일은 매월 1,3째주 수요일과 일요일을 제외한 법정공휴일, 그리고 도서관이 정하는 임시 휴관일이다.

## 대출가능한 자료의 종류와 수, 기간
- 도서자료 2주/7권
- 비도서자료 1주/4점

## 개방 시간
| 이용 시간    | 평일          | 평일          | 주말          | 주말          |
| 세부         |               |               |               |               |
| ------------ | ------------- | ------------- | ------------- | ------------- |
| 종합자료실   | 09:00 - 22:00 | 09:00 - 17:00 | 09:00 - 17:00 |               |
| 디지털자료실 | 09:00 - 18:00 | 09:00 - 18:00 | 09:00 - 17:00 | 09:00 - 17:00 |
| 어린이열람실 | 09:00 - 18:00 | 09:00 - 18:00 | 09:00 - 17:00 | 09:00 - 17:00 |
| 일반열람실   | 07:00 - 22:00 | 08:00 - 22:00 | 07:00 - 22:00 | 08:00 - 22:00 |

### 참고 사항
- 디지털자료실은 중학생 이상 1인당 1일 2회, 1회 1시간 이용할 수 있다.
- 종합자료실에 소장하고 있는 자료는 17:00까지 전화로 예약하면 안내실에서 21:00까지 대출 가능

## 사진 모음

서울특별시 강남교육청
디지털자료실
어린이실
일반열람실
평생학습관 인증 표식

## 참조
1. ↑  강남도서관 자료현황